# Episodi di Speciale Scooby (prima stagione)
Lista degli episodi della prima stagione della serie animata Speciale Scooby (The New Scooby-Doo Movies).
| Nº | Titolo                                 | Titolo originale                         | Prima TV originale | Guest Star           |
| -- | -------------------------------------- | ---------------------------------------- | ------------------ | -------------------- |
| 01 | Nella città fantasma                   | Ghastly Ghost Town                       | 9 settembre 1972   | I tre marmittoni     |
| 02 | Con Batman e Robin contro i falsari    | The Dynamic Scooby-Doo Affair            | 16 settembre 1972  | Batman e Robin       |
| 03 | Scooby-Doo incontra la famiglia Addams | Wednesday Is Missing                     | 23 settembre 1972  | La famiglia Addams   |
| 04 | Nonna Frickert                         | The Frickert Fracas                      | 30 settembre 1972  | Jonathan Winters     |
| 05 | Villa Fosco                            | Guess Who's Knott Coming to Dinner?      | 7 ottobre 1972     | Don Knotts           |
| 06 | Un buon medium è una cosa rara         | A Good Medium is Rare                    | 14 ottobre 1972    | Phyllis Diller       |
| 07 | Misteri sul set                        | Sandy Duncan's Jekyll and Hyde           | 21 ottobre 1972    | Sandy Duncan         |
| 08 | Il segreto dell'isola degli squali     | The Secret of Shark Island               | 28 ottobre 1972    | Sonny e Cher         |
| 09 | Una nebbia raccapricciante             | The Spooky Fog of Juneberry              | 4 novembre 1972    | Don Knotts           |
| 10 | Gita in montagna                       | The Ghost Of Bigfoot                     | 11 novembre 1972   | Stanlio e Ollio      |
| 11 | Il fantasma del barone Rosso           | The Ghost of the Red Baron               | 18 novembre 1972   | I tre marmittoni     |
| 12 | Il fantasma del pirata Barbarossa      | The Ghostly Creep from the Deep          | 25 novembre 1972   | Harlem Globetrotters |
| 13 | Il cavaliere inesistente               | The Haunted Horseman of Hagglethorn Hall | 2 dicembre 1972    | Davy Jones           |
| 14 | Il fantasma del Country Music Hall     | The Phantom of the Country Music Hall    | 9 dicembre 1972    | Jerry Reed           |
| 15 | Il furto dell'invenzione               | The Caped Crusader Caper                 | 16 dicembre 1972   | Batman e Robin       |
| 16 | In visita dallo zio Nat                | The Lochness Mess                        | 30 dicembre 1972   | Harlem Globetrotters |

## Nella città fantasma
- Titolo originale: Ghastly Ghost Town
- Regia: William Hanna, Joseph Barbera
- Sceneggiatura: Jameson Brewer, Tom Dagenais, Ruth Brooks Flippen, Fred Freiberger, Willie Gilbert, Bill Lutz, Larry Markes, Norman Maurer, Jack Mendelsohn, Ray Parker, Gene Thompson, Paul West, Harry Winkler

### Trama
(Presentazione della guest-star nei titoli di testa)
Messa fuori strada da un pipistrello gigante, la banda aiuta i tre marmittoni (Moe, Larry e Curly Joe) con il loro parco a tema: una vera città fantasma con veri cattivi spettrali.
- Mostri: Pistolero/Amos Crunch e Geronimo/Rhino.

- Guest star: Frank Welker e Daws Butler (Larry Fine), Pat Harrington Jr. (Moe Howard), Joe Baker e Daws Butler (Curly Joe DeRita).

## Con Batman e Robin contro i falsari
- Titolo originale: The Dynamic Scooby-Doo Affair
- Regia: William Hanna, Joseph Barbera
- Sceneggiatura: Jameson Brewer, Tom Dagenais, Ruth Brooks Flippen, Fred Freiberger, Willie Gilbert, Bill Lutz, Larry Markes, Norman Maurer, Jack Mendelsohn, Ray Parker, Gene Thompson, Paul West, Harry Winkler

### Trama
(Presentazione della guest-star nei titoli di testa)
La Mystery Inc. collabora con Batman e Robin per scoprire un giro di contraffazione gestito da una strana figura incappucciata che ha inviato denaro contraffatto a Joker e Pinguino.
- Mostri: Uomo Incappucciato/Signora Baker e gli Scheletri/Joker e Pinguino.

- Guest star: Olan Soule (Batman), Casey Kasem (Robin).

## Scooby-Doo incontra la famiglia Addams

Titolo originale

- Titolo originale: Wednesday Is Missing
- Regia: William Hanna, Joseph Barbera
- Soggetto: Charles Addams (personaggi), David Levy (personaggi televisivi)
- Sceneggiatura: Jameson Brewer, Tom Dagenais, Ruth Brooks Flippen, Fred Freiberger, Willie Gilbert, Bill Lutz, Larry Markes, Norman Maurer, Jack Mendelsohn, Ray Parker, Gene Thompson, Paul West, Harry Winkler

### Trama
(Presentazione della guest-star nei titoli di testa)
 Con la Mystery Machine bloccata nel fango, i ragazzi finiscono per diventare i governanti della famiglia Addams mentre Gomez e Morticia vanno in vacanza nella palude di Okefenokee. Un avvoltoio gigante simile a un super cattivo noto come l'Avvoltoio minaccia la casa degli Addams e Mercoledì scompare, quindi Scooby e la banda vanno a cercarla e fermano l'Avvoltoio.
- Mostro: Avvoltoio (pilotato dai precedenti governanti).

- Guest star: Carolyn Jones (Mortisia), John Astin (Gomez), Jackie Coogan (Zio Bubbone), Jodie Foster (Carlino), Cindy Henderson (Mercoledì), Janet Waldo (Nonna), John Stephenson (Cugino Itt).

## Nonna Frickert
- Titolo originale: The Frickert Fracas
- Regia: William Hanna, Joseph Barbera
- Sceneggiatura: Jameson Brewer, Tom Dagenais, Ruth Brooks Flippen, Fred Freiberger, Willie Gilbert, Bill Lutz, Larry Markes, Norman Maurer, Jack Mendelsohn, Ray Parker, Gene Thompson, Paul West, Harry Winkler

### Trama
(Presentazione della guest-star nei titoli di testa)
Jonathan Winters invita la banda a visitare una fattoria, dove Maude Frickert ha bisogno di aiuto per trovare una formula segreta, a meno che un misterioso cattivo noto come lo Spaventapasseri non ci arrivi per primo.
- Mostro: Spaventapasseri/Simon Shakey.

- Guest star: Jonathan Winters.

## Villa Fosco
- Titolo originale: Guess Who's Knott Coming to Dinner?
- Regia: William Hanna, Joseph Barbera
- Sceneggiatura: Jameson Brewer, Tom Dagenais, Ruth Brooks Flippen, Fred Freiberger, Willie Gilbert, Bill Lutz, Larry Markes, Norman Maurer, Jack Mendelsohn, Ray Parker, Gene Thompson, Paul West, Harry Winkler

### Trama
(Presentazione della guest-star nei titoli di testa)
Bloccati da una tempesta, i ragazzi si rifugiano in una villa vicina, dove il fantasma incappucciato del Capitano Moody sembra pensare che i ragazzi siano qualcun altro. Alla fine trovano il vero Capitano Moody e smascherano il falso Capitano Moody, rivelando che non sono altri che i due nipoti del Capitano Moody.
- Mostri: Fantasmi del Capitano Moody/Nipoti del Capitano Moody.

- Guest star: Don Knotts.

## Un buon medium è una cosa rara
- Titolo originale: A Good Medium is Rare
- Regia: William Hanna, Joseph Barbera
- Sceneggiatura: Jameson Brewer, Tom Dagenais, Ruth Brooks Flippen, Fred Freiberger, Willie Gilbert, Bill Lutz, Larry Markes, Norman Maurer, Jack Mendelsohn, Ray Parker, Gene Thompson, Paul West, Harry Winkler

### Trama
(Presentazione della guest-star nei titoli di testa)
Dopo aver riportato a Phyllis Diller il suo cane, la Mystery Inc. si unisce a lei in una seduta spiritica nella misteriosa Magic Mansion, dove scoprono che un gargoyle e due fantasmi stanno cercando il suo tesoro nascosto.
- Mostri: Gargoyle e i Fantasmi/Alberto il receptionist e la guardia di sicurezza.

- Guest star: Phyllis Diller.

## Misteri sul set
- Titolo originale: Sandy Duncan's Jekyll and Hyde
- Regia: William Hanna, Joseph Barbera
- Sceneggiatura: Jameson Brewer, Tom Dagenais, Ruth Brooks Flippen, Fred Freiberger, Willie Gilbert, Bill Lutz, Larry Markes, Norman Maurer, Jack Mendelsohn, Ray Parker, Gene Thompson, Paul West, Harry Winkler

### Trama
(Presentazione della guest-star nei titoli di testa)
La Mystery Inc. viene in aiuto di Sandy Duncan quando vari attacchi di mostri interrompono la produzione del suo ultimo film.
- Mostri: Mr. Hyde, il Fantasma, il Pirata, lo Sceicco pazzo, il Drago, King Kong, il Grizzly, il Leone, la Mummia, Capo Sangue nell'Occhio e il Lupo mannaro/Zavia Z. Fairchild.
- Guest star: Sandy Duncan.

## Il segreto dell'isola degli squali
- Titolo originale: The Secret of Shark Island
- Regia: William Hanna, Joseph Barbera
- Sceneggiatura: Jameson Brewer, Tom Dagenais, Ruth Brooks Flippen, Fred Freiberger, Willie Gilbert, Bill Lutz, Larry Markes, Norman Maurer, Jack Mendelsohn, Ray Parker, Gene Thompson, Paul West, Harry Winkler

### Trama
(Presentazione della guest-star nei titoli di testa)
La Mystery, Inc. soggiorna in un hotel al largo del mare con Sonny e Cher quando il direttore dell'hotel li avverte degli uomini-squalo che emergono dalle acque.
- Mostri: Il Diabolico Pescado e i suoi uomini-squalo/Milo Meeky e i suoi scavatori marini.

- Guest star: Sonny Bono e Cher.

## Una nebbia raccapricciante
- Titolo originale: The Spooky Fog of Juneberry
- Regia: William Hanna, Joseph Barbera
- Sceneggiatura: Jameson Brewer, Tom Dagenais, Ruth Brooks Flippen, Fred Freiberger, Willie Gilbert, Bill Lutz, Larry Markes, Norman Maurer, Jack Mendelsohn, Ray Parker, Gene Thompson, Paul West, Harry Winkler

### Trama
(Presentazione della guest-star nei titoli di testa)
Il caos si scatena nella città western di Juneberry quando arriva la nebbia.
- Mostri: Lo Scheletro/Gene Haltrey e i Fantasmi del cimitero/proiezioni create da Gene Haltrey.

- Guest star: Don Knotts.

## Gita in montagna
- Titolo originale: The Ghost Of Bigfoot
- Regia: William Hanna, Joseph Barbera
- Sceneggiatura: Jameson Brewer, Tom Dagenais, Ruth Brooks Flippen, Fred Freiberger, Willie Gilbert, Bill Lutz, Larry Markes, Norman Maurer, Jack Mendelsohn, Ray Parker, Gene Thompson, Paul West, Harry Winkler

### Trama
(Presentazione della guest-star nei titoli di testa)
Il fantasma del Bigfoot ha spaventato tutti i turisti allontanandoli da una famosa località sciistica. La banda di Scooby, insieme a Stanlio e Ollio, cerca di risolvere il mistero. 
- Mostro: Fantasma del Bigfoot/Jonathan Crabtree.

- Guest star: Larry Harmon (Stan Laurel), Jim MacGeorge (Oliver Hardy).

## Il fantasma del barone Rosso
- Titolo originale: The Ghost of the Red Baron
- Regia: William Hanna, Joseph Barbera
- Sceneggiatura: Jameson Brewer, Tom Dagenais, Ruth Brooks Flippen, Fred Freiberger, Willie Gilbert, Bill Lutz, Larry Markes, Norman Maurer, Jack Mendelsohn, Ray Parker, Gene Thompson, Paul West, Harry Winkler

### Trama
(Presentazione della guest-star nei titoli di testa)
I tre marmittoni sono in pericolo quando Curly Joe inizia a lavorare come addetto al raccolto in una fattoria infestata dal fantasma del barone Manfred von Richthofen.
- Mostro: Il Fantasma del Barone Rosso/Signor Siegfried.

- Guest star: Daws Butler (Larry Fine e Curly Joe DeRita), Pat Harrington Jr. (Moe Howard).

## Il fantasma del pirata Barbarossa
- Titolo originale: The Ghostly Creep from the Deep
- Regia: William Hanna, Joseph Barbera
- Sceneggiatura: Jameson Brewer, Tom Dagenais, Ruth Brooks Flippen, Fred Freiberger, Willie Gilbert, Bill Lutz, Larry Markes, Norman Maurer, Jack Mendelsohn, Ray Parker, Gene Thompson, Paul West, Harry Winkler

### Trama
(Presentazione della guest-star nei titoli di testa)
Scooby-Doo e la banda si perdono in una palude, dove incontrano un finto mostro e gli Harlem Globetrotters. Decidono di passare la notte in una locanda maledetta, ignorando gli avvertimenti su un fantasma di un pirata, Barbarossa. Durante la notte, i pirati attaccano, ma Scooby e gli altri riescono a smascherare Barbarossa e la sua banda, che si rivelano essere truffatori in cerca di petrolio. Con l'aiuto di Swampy Pete, che si rivela un ufficiale della pattuglia del porto, riescono a catturare i criminali.
- Mostro: fantasmi dell'equipaggio di Barbarossa/pirati del petrolio.
- Guest star: Scatman Crothers (Meadowlark Lemon), Stu Gilliam (Curly Neal), Eddie Anderson (Bobby Joe "BJ" Mason), Johnny Williams ("Geese" Ausbie), Richard Elkins (J.C. Gip Gipson), Robert DoQui (Pablo Robertson).

## Il cavaliere inesistente
- Titolo originale: The Haunted Horseman of Hagglethorn Hall
- Regia: William Hanna, Joseph Barbera
- Sceneggiatura: Jameson Brewer, Tom Dagenais, Ruth Brooks Flippen, Fred Freiberger, Willie Gilbert, Bill Lutz, Larry Markes, Norman Maurer, Jack Mendelsohn, Ray Parker, Gene Thompson, Paul West, Harry Winkler

### Trama
(Presentazione della guest-star nei titoli di testa)
Un cavaliere fantasma infesta il castello scozzese di Hagglethorn, la dimora ancestrale del famoso musicista Davy Jones, che è stato trasferito negli Stati Uniti. Suo zio crede di non avere altra scelta che consegnarlo a suo cugino, il Duca di Strathmore, ma i ragazzi della Mystery Inc stanno cercando di risolvere il mistero.
- Mostro: cavaliere fantasma/il Duca di Strathmore, mostro del fossato/Cyrus Wheatley.
- Guest star: Davy Jones.
- Durante l'episodio Davy Jones canta la canzone I Can Make You Happy.

## Il fantasma del Country Music Hall
- Titolo originale: The Phantom of the Country Music Hall
- Regia: William Hanna, Joseph Barbera
- Sceneggiatura: Jameson Brewer, Tom Dagenais, Ruth Brooks Flippen, Fred Freiberger, Willie Gilbert, Bill Lutz, Larry Markes, Norman Maurer, Jack Mendelsohn, Ray Parker, Gene Thompson, Paul West, Harry Winkler

### Trama
(Presentazione della guest-star nei titoli di testa)
I ragazzi della Mystery Inc devono incontrare il loro amico, Jerry Reed, al Grand Old Country Music Hall; ma quando arrivano non riescono a trovarlo. Tuttavia, possono sentirlo cantare e cercare di rintracciarlo con lo scopo di capire chi vuole tenere chiusa la sala.
- Mostro: Manichino vichingo posseduto/Ben Bing, manichino Davy Crockett posseduto/Bertha.
- Guest star: Jerry Reed.
- Durante l'episodio Jerry Reed canta la canzone Pretty Mary Sunlight.

## Il furto dell'invenzione
- Titolo originale: The Caped Crusader Caper
- Regia: William Hanna, Joseph Barbera
- Sceneggiatura: Jameson Brewer, Tom Dagenais, Ruth Brooks Flippen, Fred Freiberger, Willie Gilbert, Bill Lutz, Larry Markes, Norman Maurer, Jack Mendelsohn, Ray Parker, Gene Thompson, Paul West, Harry Winkler

### Trama
(Presentazione della guest-star nei titoli di testa)
Durante un campeggio notturno, la banda di Mystery, Inc. incontra Batman e Robin mentre cercano di fermare Joker e Pinguino, che hanno rapito il Professor Flakey. La squadra segue i cattivi fino a una grotta, dove scoprono una base segreta. Dopo vari scontri e inseguimenti, riescono a catturare Joker e Pinguino grazie all'aiuto del Dynamic Duo.
- Mostri: Joker e Pinguino.
- Guest star: Olan Soule (Batman), Casey Kasem (Robin).

## In visita dallo zio Nat
- Titolo originale: The Lochness Mess
- Regia: William Hanna, Joseph Barbera
- Sceneggiatura: Jameson Brewer, Tom Dagenais, Ruth Brooks Flippen, Fred Freiberger, Willie Gilbert, Bill Lutz, Larry Markes, Norman Maurer, Jack Mendelsohn, Ray Parker, Gene Thompson, Paul West, Harry Winkler

### Trama
(Presentazione della guest-star nei titoli di testa)
 Durante un viaggio a casa del prozio di Shaggy, Nathaniel, i ragazzi della Mystery Inc. e gli Harlem Globetrotters devono risolvere nuovamente un mistero, che coinvolge tre fantasmi (fra questi quello di Paul Revere, Minutemen, e Coldstream Guards) e un serpente marino che stanno cercando di tenere tutti lontani da una baia che contiene una nave affondata piena di tesori.
- Mostro: fantasma di Paul Revere/Morgan, Minutemen/Winslow, Coldstream Guards/Selby, Serpente marino/palloncino.
- Guest star: Scatman Crothers (Meadowlark Lemon), Stu Gilliam (Curly Neal), Eddie Anderson (Bobby Joe "BJ" Mason), Johnny Williams ("Geese" Ausbie), Richard Elkins (J.C. Gip Gipson), Robert DoQui (Pablo Robertson).